# Marc Abraham

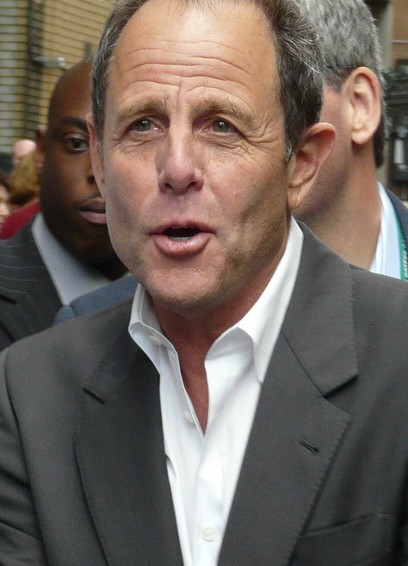
Marc Abraham (2008)

Marc Abraham (* 28. Mai 1949) ist ein US-amerikanischer Filmproduzent, Drehbuchautor, Filmregisseur, Schauspieler und ehemaliger Präsident von Strike Entertainment.

## Karriere
Abraham begann seine Karriere als Texter für Young & Rubicam in New York City nach seinem Abschluss an der University of Virginia. Er trat aus der Werbebranche aus, um eine Karriere als Schreiber zu verfolgen, und arbeitete als freier Sportjournalist für verschiedene Zeitungen und Zeitschriften. Er schrieb auch zwei Bücher über die Internationalen Olympischen Spiele für Universal Press.
Abrahams Karriere im Filmgeschäft begann mit der Dokumentation Playing to Win, einen Einblick in das kubanische Sportsystem. Er schrieb mehrere Drehbücher für Filmgesellschaften wie 20th Century Fox, Warner Bros. Entertainment und CBS. Er schrieb auch Drehbücher für Serien wie 21 Jump Street – Tatort Klassenzimmer und Das Model und der Schnüffler.
Er war mit Armyan Bernstein einer der Gründungspartner bei Beacon Communications, einem Finanzierungs- und Produktionsunternehmen, gegründet 1990.
Abraham brachte 2008 den Film Flash of Genius heraus, der sein Regisseurdebüt war. In ihm spielten Filmstars wie Greg Kinnear und Lauren Graham mit. Auch für Universal Pictures produzierte Abraham Trouble is My Business, eine Adaption von Raymond Chandlers Klassiker. Er produzierte auch die Neuverfilmung von Das Ding aus einer anderen Welt für Strike Entertainment.
Auch nach der Schließung von Strike Entertainment im Jahr 2013 produzierten Abraham und Newman unter dem Namen von Strike Entertainment, da die Produktion 2012 begann, den Film RoboCop.
2015 führte Abraham Regie in der Filmbiografie I Saw the Light. Es geht um den Country-Sänger Hank Williams, der vom Schauspieler Tom Hiddleston gespielt wird. Der Film basiert auf dem Buch Hank Williams: The Biography von Colin Escott aus dem Jahr 1994.

### Beacon Pictures
Während seinen ersten Jahren produzierte Beacon Communications Filme wie The Commitments, der 1992 für einen Golden Globe Award nominiert war. In einer Co-Produktion mit Turner Pictures war Abraham Executive Producer in David Mamets A Life in the Theatre.

### Strike Entertainment
Abraham und Filmproduzent Eric Newman gründeten 2002 Strike Entertainment. Sie produzierten Filme wie Welcome to the Jungle (2003), Slither – Voll auf den Schleim gegangen (2006), Flash of Genius (2008), The Thing (2011) und RoboCop (2014) unter Strikes Produktionsname.
Im März 2013 lösten Abraham und Newman Strike Entertainment nach elf Jahren auf. Abraham und Newman meinten, die Partnerschaft ging einfach ihre Bahn und die Auflösung war freundschaftlich. Sie werden weiterhin zusammen an Projekten arbeiten.

## Auszeichnungen
Abraham ist ein Mitglied der Writer’s Guild, der Producers Guild, und auf der Tafel des Virginia Film Festival und des Violence Policy Center. Er wurde mit dem Spirit of Chrysalis Award geehrt, der Abraham für die Hilfe für tausende von benachteiligten und obdachlosen Personen und Familien in Los Angeles auszeichnet.

## Filmografie
Als Produzent
- 1991: Die Commitments (The Commitments)
- 1992: Spezialeinheit IQ (A Midnight Clear)
- 1993: A Life in the Theater (Fernsehfilm)
- 1994: Sugar Hill
- 1994: Prinzessin Caraboo (Princess Caraboo)
- 1994: Willkommen in Wellville (The Road to Wellville)
- 1995: Angriff der Schnullerbrigade (The Baby-Sitters Club)
- 1997: Air Force One
- 1997: Tausend Morgen (A Thousand Acres)
- 1997: Playing God
- 1999: Trippin’
- 1999: Aus Liebe zum Spiel (For Love of the Game)
- 1999: Hurricane (The Hurricane)
- 1999: End of Days – Nacht ohne Morgen (End of Days)
- 2000: Girls United (Bring It On)
- 2000: Family Man (The Family Man)
- 2000: Thirteen Days
- 2001: Spy Game – Der finale Countdown (Spy Game)
- 2002: Bis in alle Ewigkeit (Tuck Everlasting)
- 2002: Club der Cäsaren (The Emperor’s Club)
- 2003: Welcome to the Jungle (The Rundown)
- 2004: Girls United Again (Bring It On Again)
- 2004: Dawn of the Dead
- 2005: Untitled David Diamond/David Weissman Project (Fernsehfilm)
- 2006: Slither – Voll auf den Schleim gegangen (Slither)
- 2006: Children of Men
- 2006: Ab in den Knast (Let’s Go to Prison)
- 2007: The Possibility of Hope (Dokumentar-Kurzfilm)
- 2010: Der letzte Exorzismus (The Last Exorcism)
- 2011: The Thing
- 2011: In Time – Deine Zeit läuft ab (In Time)
- 2012: The Man with the Iron Fists
- 2013: Der letzte Exorzismus: The Next Chapter (The Last Exorcism: Part II)
- 2014: RoboCop
- 2015: The Man with the Iron Fists 2
- 2015: I Saw the Light

Als Drehbuchautor
- 1989: 21 Jump Street – Tatort Klassenzimmer (21 Jump Street, Fernsehserie, Folge 3x12)
- 1989: Das Model und der Schnüffler (Moonlighting, Fernsehserie, Folge 5x11)
- 1990: The Earth Day Special (TV-Special)
- 2015: I Saw the Light

Als Regisseur
- 2008: Flash of Genius
- 2015: I Saw the Light

Als Schauspieler
- 1999: Trippin’
- 2002: Roter Drache (Red Dragon)